# Nordialog
Nordialog är en kommunikations- och mobiltelefonikedja för företagskunder, och grundades år 1996 i Norge. Det är en av Norges större återförsäljare för företagsmarknaden.